# Zona vulnerable
Se denomina zonas vulnerables a todas aquellas que se encuentran expuestas a eventos naturales o antrópicos, que pueden afectar los diversos usos del lugar. También una zona vulnerable puede ser si se sitúa en un lugar de movimiento entre placas tectónicas. En sentido estricto, todas las áreas del planeta son vulnerables, por tanto, la prevención de riesgos está asociada a la probabilidad de que un determinado evento, que pone en riesgo una determinada zona, se produzca efectivamente y a la preparación para reducir los daños al mínimo.

## Tipos de zonas vulnerables

### Zonas vulnerables a inundaciones
- Cauce mayor de un río, están expuestos a inundaciones periódicas;
- Llanuras aluviales, están expuestas a cambios en el cauce del río e inundaciones.
- Zonas costeras están expuestas a ser inundadas si hubiera, por ejemplo, un tsunami o fuertes tormentas.

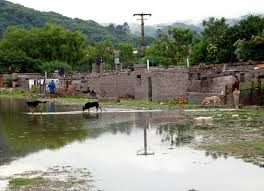
Zona costera de los ríos que rodean la ciudad de San Salvador de Jujuy

### Zonas vulnerables a terremotos
Zonas normalmente próximas a fallas geológicas activas orogénicas activas.

### Zonas vulnerables a derrumbes
- Laderas empinadas, sin vegetación, con predominancia de suelos sueltos, o rocas fracturadas.
- Laderas empinadas, con exceso de vegetación arbórea.